# Solução

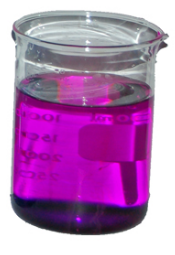
Uma solução aquosa de permanganato de potássio.

Em química, solução é a dispersão  cujo tamanho das moléculas dispersas é menor que 1 nanômetro (10 angstrons ou 10−7 centímetros). A solução ainda pode ser caracterizada por formar um sistema homogêneo (a olho nu e ao microscópio), por ser impossível separar o disperso do dispersante por processos físicos.
As soluções são compostas por moléculas ou íons comuns. Podem ser sólidas, líquidas ou gasosas . Quando uma solução é muito rica em um  componente, este componente é geralmente chamado de solventes enquanto os outros são chamados de solutos . No entanto isso não pode ser usado como se fosse uma regra, pois se imaginarmos, por exemplo, uma solução composta por 50 ml de água e 50 ml de álcool veremos que ambos (soluto e solvente) estão na mesma proporção.
A solução também pode apresentar-se em qualquer combinação envolvendo os três estados da matéria. É importante destacar que soluções gasosas não são formadas apenas por solvente e soluto gasosos.
As soluções podem apresentar diversas aplicações no nosso cotidiano como por exemplo: água mineral, o ar, o álcool hidratado, acetona, o soro fisiológico entre outros.  As soluções podem ter aplicações importantes nas áreas da farmácia, da biologia e da química por exemplo.

## Classificação das soluções
- Quanto ao estado físico: sólidas, líquidas ou gasosas.
- Quanto à condutividade elétrica: eletrolíticas ou não eletrolíticas.
- Quanto à proporção soluto/solvente: diluída (não-saturada), concentrada, saturada e supersaturada.

Coeficiente de solubilidade é definido como a máxima quantidade de soluto que é possível dissolver de uma quantidade fixa de solvente, a determinadas temperatura e pressão.
A saturação é uma propriedade das soluções que indica a capacidade das mesmas em suportar quantidades crescentes de solutos, mantendo-se homogêneas. Uma solução é dita insaturada se ainda tem capacidade de diluir soluto, sem precipitar excessos. A solução saturada é aquela em que o soluto chegou à quantidade máxima: qualquer adição de soluto vai ser precipitada, não-dissolvida.
Porém, em alguns casos especiais é possível manter uma solução com quantidade de soluto acima daquela que pode ser dissolvida em condições normais. Nesse caso fala-se em solução supersaturada, que é instável: com alterações físicas mínimas a quantidade extra de soluto pode ser precipitada.

### Solução concentrada
Quando o soluto se encontra na quantidade máxima que o solvente pode dissolver.

### Solução diluída ou insaturada (não saturada)
Quando a quantidade de soluto usado não atinge o limite de solubilidade, ou seja, a quantidade adicionada é inferior ao coeficiente de solubilidade.

### Solução saturada
Quando o solvente (ou dispersante) já dissolveu toda a quantidade possível de soluto (ou disperso), e toda a quantidade agora adicionada não será dissolvida e ficará no fundo do recipiente.

### Solução supersaturada
Acontece quando o solvente e soluto estão em uma temperatura em que seu coeficiente de solubilidade (solvente) é maior, e depois a solução é resfriada ou aquecida, de modo a reduzir o coeficiente de solubilidade. Quando isso é feito de modo cuidadoso, o soluto permanece dissolvido, mas a solução se torna extremamente instável. Qualquer vibração faz precipitar a quantidade de soluto em excesso dissolvida.
Denomina-se dissolução endotérmica aquela em que quanto maior a temperatura, maior o coeficiente de solubilidade do solvente (temperatura e solubilidade são diretamente proporcionais). Também há a dissolução exotérmica, que é o inverso da endotérmica, quanto menor a temperatura, maior o coeficiente de solubilidade do solvente (temperatura e solubilidade são inversamente proporcionais).

## Solubilidade nos gases
Os gases apresentam propriedades particulares para a solubilidade. Quando aumenta-se a pressão, a solubilidade aumenta (Lei de Henry). O mesmo não acontece quanto à temperatura. Quando aumenta-se a temperatura, diminui a solubilidade. Assim, a solubilidade é diretamente proporcional à pressão e inversamente proporcional à temperatura. Vale lembrar que essas leis são válidas para qualquer gás, mas não para substâncias em outros estados físicos, como foi mostrado acima.

## Solubilidade na farmacotécnica
| Descrição           | Solvente              |
| ------------------- | --------------------- |
| Muito solúvel       | menos de uma parte    |
| Facilmente solúvel  | 1 a 10 partes         |
| Solúvel             | 10 a 30 partes        |
| Pouco solúvel       | 30 a 100 partes       |
| Levemente solúvel   | 100 a 1 000 partes    |
| Muito pouco solúvel | 1 000 a 10 000 partes |
| Insolúvel           | + de 10 000           |

## Técnicas especiais de solubilização de fármacos

### pH
Grande número de fármacos usados atualmente são ácidos ou bases fracas e as dificuldades para sua solubilização podem ser influenciadas pelo pH do meio. Essas equações baseadas na lei de ação das massas, da físico-química, podem prever a dissolução de ácidos ou bases, em função do pH, com uma precisão alta.
Ao solucionar o pH, no entanto outros fatores devem ser considerados. O pH ideal da solução não deve ser mais importante que os requisitos de estabilidade e compatibilidade fisiológicos da formulação.
Quando houver necessidade de ajuste do pH, usar um alcalinizante ou acidificante, ou seja, fazer o tamponamento do sistema.

### Escolha do tampão
A escolha do tampão adequado deve estar de acordo com os seguintes critérios:
- deve ter a capacidade desejada na faixa de pH adequados.
- deve ser atóxico.
- não deve interferir na estabilidade do produto.
- deve permitir sabor e coloração aceitáveis.

### Cossolvente
Os eletrólitos fracos e as moléculas pouco polares apresentam, normalmente, pouca solubilidade em água. Essa pode ser aumentada pela adição de outro solvente que seja solúvel em água (etanol, sorbitol, propilenoglicol, PEG etc.).

### Solubilização
É a passagem de moléculas de um soluto, espontaneamente para uma solução contendo um tensoativo, detergente. O mecanismo resultante tem a ver com a possibilidade das moléculas do soluto serem solubilizadas ou adsorvidas em estruturas denominadas micelas, formadas após a adição gradativa e continuada do tensoativo no sistema.

### Complexação
Compostos orgânicos em solução tendem a se unir formando complexos de maneira natural. A dissolução de determinado soluto pode ser adequadamente aumentada pela adição de um agente complexante. Com isto o soluto pode ser completamente dissolvido. No entanto deve ser analisado se o complexo resultante não irá afetar a eficácia e a segurança terapêutica.

## Modificação química
Muitas formulações pouco solúveis em água podem ser modificadas quimicamente. Um exemplo é a betametasona, um corticosteróide, modificado quimicamente.
- Betametasona - solubilidade 5,8 mg/100 mL a 25 °C
- Éster-21 de Betametasona fosfato dissódico -  solubilidade de 10 g/100 mL a 25 °C

## Expressões de concentração
A quantidade de soluto dissolvida em uma quantidade de solvente nos dá um valor que chamamos de concentração da solução. A concentração de uma solução é tanto maior quanto mais soluto estiver dissolvido em uma mesma quantidade de solvente.
A concentração das soluções pode ser expressa de diversas formas. O que se entende simplesmente por concentração é a quantidade de soluto existente em relação ao volume da solução. Matematicamente, {\displaystyle C={\frac {m}{V}}}; onde {\displaystyle m} é a massa de soluto e {\displaystyle V} o volume da solução.
A unidade usual para concentração é gramas por litro (g/L).
Há outros tipos de cálculo para a concentração em soluções, uma muito difundida refere-se à massa molar do soluto dissolvida num dado volume de solução: {\displaystyle CM={\frac {n}{V}}}, onde {\displaystyle n={\frac {m}{M}}}
{\displaystyle CM} = concentração molar [mol/l]   
{\displaystyle n} = número de mols de soluto [mol]
{\displaystyle V} = volume da solução [litro]
{\displaystyle M} = massa molar do soluto [g/mol]
Quando duas soluções têm a mesma concentração, elas são chamadas isotônicas ou isosmóticas (iso = igual).
Quando a concentração é diferente, a mais concentrada é chamada hipertônica ou hiperosmótica (hiper = superior) e a menos concentrada é chamada hipotônica ou hiposmótica (hipo = inferior).

## Solução sólida
Uma solução sólida é uma solução em que os átomos do ácido são utilizados para sufocar o efeito metálico do material em questão, o qual pode ser Bromo, Iodo ou Ferro apenas e o resultado dessa mistura deve ser um cátion isoeletrônico ao elemento com maior número de elétrons na camada de valência mais próximo da tabela periódica.As soluções podem ser substitucionais ou intersticiais.

### Soluções sólidas substitucionais
Ocorrem quando o soluto (átomo em menor concentração) substitui o solvente (átomo em maior concentração). Exemplos de soluções sólidas substitucionais são as ligas de bronze (cobre/estanho) e latão (cobre/zinco). No latão, o cobre com raio atômico de 0,1278 nanômetros é substituído pelo átomo de zinco com 0,139 nanômetros. Nesta liga, o zinco pode substituir até 40% do cobre, mantendo a estrutura CFC (Cúbica de Face Centrada).

### Soluções sólidas intersticiais
Ocorrem quando um átomo muito pequeno é inserido na estrutura cristalina.Exemplos mais utilizados é a liga de aço, onde adiciona-se carbono do ferro para gerar um aumento na resistência mecânica.

## Outros possíveis significados de solução
- Mistura de um soluto com um solvente.
- Uma fase líquida, gasosa ou sólida contendo dois ou mais componentes dispersos uniformemente na fase.
- Mistura homogênea de duas ou mais substâncias.